# Les Enfants de l'aube
Les Enfants de l'aube est un roman de Patrick Poivre d'Arvor paru en 1982. Le journaliste et écrivain français l'a écrit à l'âge de 17 ans : il y raconte l'histoire de Tristan, adolescent soigné dans un sanatorium qui tombe amoureux de Camille, une autre pensionnaire de l'établissement. Ce roman sous-titré « moia bieda » (mon malheur) n'est qu'en partie autobiographique. Il s'agit du premier roman de l'auteur.

## Résumé
Dans le livre Confessions (entretiens avec Serge Raffy), PPDA raconte son histoire : « À treize ans, j’ai été atteint d’un début de leucémie ». C'est le cas aussi du héros de son premier roman Les enfants de l'aube, Tristan (originaire de Tours alors que Patrick l'est de Reims). Après un passage en Alsace, Tristan rejoint le sanatorium de Weiterhausen en Suisse. Il y rencontre Camille, pupille de la Nation, qui devient son premier amour. De leur union passionnée naît Alexis.
En le mettant au monde, Camille meurt. Tristan, après avoir laissé le bébé à ses parents, décide de l'élever seul, en travaillant comme concierge de nuit dans les hôtels. Mais ne pouvant oublier Camille, Tristan, après avoir raconté son histoire et celle de Camille par écrit à son fils, décide de se donner la mort.

### Inspirations littéraires
Pour la partie se passant dans le sanatorium, Patrick Poivre d'Arvor a eu pour source d'inspiration le roman La Montagne magique de Thomas Mann qu'il dit avoir dévoré durant son adolescence. Le prénom du héros fait référence à l'histoire tragique de Tristan et Iseult.

## Adaptation télévisuelle
L'adaptation télévisuelle de 2003 de Marc Angelo, L'Enfant de l'aube, se concentre sur la dernière partie du roman traitant de la paternité précoce de Tristan. L'histoire a été également édulcorée : le héros ne souffre que d'asthme, Camille a encore son père et Tristan ne se suicide pas à la fin du téléfilm. Le parti pris a été de rapprocher l'histoire de Tristan de celle de PPDA puisque Tristan se tourne vers une carrière de journaliste.

## Autour de l’œuvre
En octobre 1982, pendant l'audience de Patrick Poivre d'Arvor au Tribunal des flagrants délires, émission comique de France Inter, le procureur Pierre Desproges analyse et critique cette œuvre, pour expliquer ses difficultés à demander la condamnation de ce « vrai romantique ». Il termine par ce commentaire : « Je rappelle le titre : Les Enfants de l'aube, par Patrick Poivre d'Arvor, chez Jean-Claude Lattès, deux cents pages de romantisme décapant pour le prix d'un kilo de débouche-évier ».